# Vidå
Vidå är ett cirka 24 km långt vattendrag på södra Jylland i Danmark. Det ligger i Region Syddanmark, i den sydvästra delen av landet, 250 km väster om Köpenhamn. 
Vidå bildas genom sammanflödet av Arnå och Hvirlå vid Store Emmerske nordöst om Tønder. Söder om Tønder rinner Sønderå ut i Vidå som sedan rinner genom Rudbøl och Rudbøl Sø, samt slussarna Højer Sluse och Vidå Sluse. Flödet styrs i stor utsträckning av dämningar och pumpstationer från det uppdämda området Tøndermarsken. Delar av åns dalgång utgör gräns mellan Danmark och Tyskland, men själva vattendraget ligger i sin helhet i Danmark.